# NGC 7724
NGC 7724 é uma galáxia espiral (Sb) localizada na direcção da constelação de Aquarius. Possui uma declinação de -12° 13' 27" e uma ascensão recta de 23 horas, 39 minutos e 07,0 segundos.
A galáxia NGC 7724 foi descoberta em 23 de Setembro de 1873 por Édouard Jean-Marie Stephan.